# 瑪占
瑪占（1612年8月9日（萬曆四十年 / 壬子年七月十三）—1638年12月29日（崇德三年十一月二十五）），滿洲愛新覺羅氏。清太祖努爾哈赤孫、禮烈親王代善第六子，母側福晉哈達納喇氏。
天聰九年（1635年），跟隨多鐸麾下的清軍自廣寧入寧遠、錦州以阻止明軍，瑪占在此戰事中有功。崇德元年（1636年），跟從阿濟格進入長城，兵行至安州，攻克十二城。退軍後，皇太極在郊外勞軍，賜酒一金卮，封瑪占為輔國公。崇德三年（1638年），跟從岳託自牆子嶺摧毀邊城，兵入密雲，連克台堡，行軍越過燕京直趨山東，在軍中逝世。崇德三年（1639年），遺體跟隨大軍歸來，朝廷賜銀二千、駝馬各一。因為瑪占無子，並未有立後繼嗣。